# Кашперівська сільська рада (Коростишівський район)
Кашперівська сільська рада — колишня адміністративно-територіальна одиниця та орган місцевого самоврядування у Коростишівському районі Житомирської області Української РСР з адміністративним центром у селі Кашперівка.

## Населені пункти
Сільській раді на час ліквідації були підпорядковані населені пункти:
- с. Кашперівка
- с. Смиківка

## Історія та адміністративний устрій
Створена 1941 року в складі сіл Кашперівка та Смиківка Старосільської сільської ради Коростишівського району Житомирської області.
Станом на 1 вересня 1946 року сільська рада входила до складу Коростишівського району Житомирської області, на обліку в раді перебувало с. Кашперівка. С. Смиківка в довіднику пропущене.
Ліквідована 11 серпня 1954 року, відповідно до указу Президії Верховної ради Української РСР «Про укрупнення сільських рад по Житомирській області», територію та населені пункти приєднано до складу Старосільської сільської ради Коростишівського району Житомирської області.